# Laura Bach
Laura Sofia Bach (* 25. April 1979 in Dänemark) ist eine dänische Schauspielerin.

## Leben
Die 1979 in Dänemark geborene Laura Bach hatte ihre ersten Engagements als Theaterschauspielerin 2004 am Gladsaxe Theatre und am Aarhus Theatre. Ihr Debüt vor der Kamera gab sie 2005 in dem dänischen Spielfilm Danmarks sjoveste mand. Durch ihre Rolle der Susanne von Halle in mehreren Folgen der Krimiserie Der Adler – Die Spur des Verbrechens wurde sie einem breiteren Publikum bekannt. Im deutschsprachigen Raum wurde sie als Darstellerin der Kommissarin Katrine Ries Jensen in der 2011 im ZDF ausgestrahlten dänischen Krimiserie Nordlicht – Mörder ohne Reue bekannt.
Laura Bach hat eine Gesangsausbildung in der Stimmlage Mezzosopran. Sie spricht neben ihrer Muttersprache Dänisch fließend Englisch und mäßig Schwedisch, Norwegisch und Deutsch.

## Filmografie (Auswahl)
- 2005: Danmark sjoveste mand (Kurzfilm)
- 2006: Grønne hjerter
- 2005–2006: Der Adler – Die Spur des Verbrechens (Ømen: En krimi-odyssé, Fernsehreihe, 3 Folgen)
- 2007: Tjenesten - nu på tv (Fernsehserie, eine Folge)
- 2008: Album (Fernsehserie, 2 Folgen)
- 2008: Himmerland
- 2009: No Right Turn
- 2010: Venus (Kurzfilm)
- 2010: Die Wahrheit über Männer (Sandheden om mænd)
- 2011: Nordlicht – Mörder ohne Reue (Den som dræber, Fernsehreihe, 11 Folgen)
- 2013: Rita (Fernsehserie, 4 Folgen)
- 2016: The Family (Fernsehdreiteiler)
- 2020: The Head (Fernsehserie, 6 Folgen)